# Нінсун
Нінсун або Нінсуна (з шумерської — Господарка диких корів) — в шумерській міфології богиня, дружина Лугальбанди, правителя Урука, і мати героя Гільгамеша. В інших джерелах вона також зображується матір'ю Думузі, коханого Інанни / Іштар. Головне святилище Нінсун — Егальмах знаходилося в Уруці, і вона була богинею-покровителькою пастухів і стад. Ця роль відображала походження Думузі як божественного пастуха. Нінсун — інше ім'я Бау.
Символ Нінсун — корова.(На зображенні- рельєф із зображенням Нінсун, Лувр).

## Міфи
В Епосі про Гільгамеша про Нінсун розповідається як про людину, королеву, що живе в Уруці із сином-царем Гільгамешем.
Крім того, в Епосі про Гільгамеша, Гільгамеш і Енкіду кличуть Нінсун, щоб разом молитися богові Уту, щоб той допоміг їм на шляху в Країну Живих, де вони битимуться з Хумбабою.